# Euclea undulata
Euclea undulata är en tvåhjärtbladig växtart som beskrevs av Carl Peter Thunberg. Euclea undulata ingår i släktet Euclea och familjen Ebenaceae. Inga underarter finns listade i Catalogue of Life.